# Branko Madžarevič
Branko Madžarevič, slovenski književni prevajalec, * 2. december 1947, Beograd.
Na Filozofski fakulteti v Ljubljani je diplomiral iz angleščine (1972) in francoščine (1977). Od 1971–2001 je bil zaposlen na Državni založbi Slovenije, poznejši DZS, med drugim kot urednik za leposlovje, kot glavni urednik uredništva knjižnih in elektronskih slovarjev ter v obdobju 1999–2001 kot glavni urednik Založništva literature DZS.
Že od svojih prvih knjižnih prevodov je bil član Izvršnega odbora Društva slovenskih književnih prevajalcev. V letih 1984 in 1985 je bil član Upravnega odbora Prešernovega sklada, vrsto let pa predsednik komisije za Sovretove nagrade.
Od sredine 70-ih let se je prijateljsko družil z Vitomilom Zupanom, enim redkih slovenskih književnikov in intelektualcev, ki je bral Célinov prelomni roman Potovanje na konec noči kmalu po izidu francoskega izvirnika.
Zadnja leta se posveča prevodnemu projektu Montaignevih Esejev v treh zajetnih knjigah, prvi integralni slovenitvi te poznorenesančne mojstrovine. Živi in dela v Ljubljani.

### Prevajalstvo
Težišče njegovega prevajalskega dela je na prevodih iz francoščine v slovenščino, piše pa tudi spremne besede, krajše eseje in razprave o prevajanju. Za prevajalske dosežke je prejel več nagrad in priznanj.
1983 je koncipiral zbirko »Dotik«, v kateri so v letih 1984–1987 izšli prevodi Henryja Millerja (Seksus (COBISS), Kozorogov povratnik (COBISS), Opus pistorum (COBISS)), Charlesa Bukowskega (Ženske (COBISS)), Witolda Gombrowicza (Pornografija (COBISS)), markija de Sada (Juliette, Justine (COBISS)), Pierra Louÿsa (Tri hčere svoje matere (COBISS)),  Anaïs Nin (Ptičke, Venerina delta (COBISS)), Eduarda Limonova (Jaz, Edička (COBISS)), Guillauma Apollinaira (Enajst tisoč batin, Podvigi mladega Donjuana (COBISS)).
Med drugim je izdal zadnje štiri prevode Radojke Vrančič iz ciklusa »Iskanje izgubljenega časa« Marcela Prousta, ki ga je začel urejati Kajetan Kovič (Sodoma in Gomora (COBISS), Jetnica (COBISS), Ubežnica (COBISS), Spet najdeni čas (COBISS)).

## Izbrana bibliografija

#### Prevodi
- Henri Charrière: Metulj (Papillon). Državna založba Slovenije 1970. (COBISS)
- Louis-Ferdinand Céline: Potovanje na konec noči (Voyage au bout de la nuit). Cankarjeva založba: 100 romanov 1976, 1988. (COBISS)
- François Rabelais: Gargantua in Pantagruel (I-II). Cankarjeva založba: Okrogle povesti 1981. (COBISS)
- Pierre Louÿs: Tri hčere svoje matere (Trois filles de leur mère). Državna založba Slovenije: Dotik 1986. (COBISS)
- Guillaume Apollinaire: Enajst tisoč batin (Onze mille verges). Podvigi mladega Donjuana (Les exploits d'un jeune don Juan). Državna založba Slovenije: Dotik 1987. (COBISS)
- Boris Vian: »Mravljinci« (Les fourmis). Pena dni & Popljuval bom vaše grobove. DZS 1991 (237-249). (COBISS)
- Georges Feydeau: Do-re-mi Feydeau (Zaspite, če vam rečem!, Ne sprehajaj se no vendar čisto naga!, Najin bodoči mož). Prešernovo gledališče Kranj, 1991. (COBISS)
- Gustave Flaubert: Skušnjava svetega Antona (La Tentation de Saint Antoine). Založba Mihelač: Svetovni klasiki 1994. (COBISS)
- Jean Genet: Naša gospa Cveta (Notre-Dame-des-Fleurs). Mladinska knjiga: Zenit 1995. (COBISS)
- François Rabelais: Gargantua. Mladinska knjiga: Klasiki Kondorja 1998. (COBISS)
- Jérôme Carcopino: Rim na vzponu cesarstva (Rome à l’apogée de l’Empire 1er siècle après J.-C.). Modrijan 2001 (str. 18-110).  (COBISS)
- François Rabelais: Gargantua in Pantagruel (nova, pregledana izdaja). Založba Modrijan 2003. (COBISS)

#### Spremne besede, članki, portreti
- »Célinov nori ples besed ali potovanje v tišino resnice.« (uvodna študija)  (COBISS)
- »Oh, kako lepo se bere, človek bi kar rekel, da je prevod!« Sodobnost, št. 2, 1977 (str. 147-50)
- »Literarni leksikon - literarna veda med teorijo in zgodovino«. Pogovor z akademikom dr. Antonom Ocvirkom. Pogovor Naših razgledov, Naši razgledi, 20. 4. 1979 (str. 236, 227).
- »Jezik se žlahtni na prepihu žive besede.« Govori prevajalec Gargantue in Pantagruela Branko Madžarevič. Pogovor Naših razgledov. Naši razgledi, 11. 12. 1981 (str. 677, 688).
- »Ali je tudi to pravljica za kdaj drugič?« : moj predlog za prevod iz francoske književnosti (COBISS)
- »Pravi obraz stvari ali abeceda Esejev v prevodu« (COBISS)
- »Komur ni mar lastno življenje, bo zmeraj gospodaril nad življenjem drugih«. (COBISS)
- »Koreografija Genetovih besed.« (COBISS)
- »Genetove rože zla ali prevajanje kot igra razlik.«  (COBISS)
- »Roman o neizmernosti človeške žeje« (spremna beseda) (COBISS)
- »Roman o trikrat velikih zagatah človekovega jezika, svobode in žeje« (spremna beseda). (COBISS)
- »Dolžnost in naloga pisatelja, dolžnost in naloga prevajalca«, 2004 (COBISS)
- Samo Kuščer: »Elektronski slovarji. O izdajanju klasičnih jezikovnih slovarjev v elektronski obliki smo se pogovarjali z urednikom pri DZS in uglednim prevajalcem iz francoščine, Brankom Madžarevičem.« Monitor, št. 12, 1997 (str. 120-127).

#### Sekundarno avtorstvo in uredništvo
- Viktor Jesenik-Narcis Dembskij: Slovensko-francoski slovar. Državna založba Slovenije 1990. (COBISS)
- Doris Debenjak, Božidar Debenjak, et al.: Veliki nemško-slovenski slovar. Državna založba Slovenije 1992. (COBISS)
- Sergij Šlenc: Veliki italijansko-slovenski slovar. DZS 1997. (COBISS)

## Nagrade in priznanja
- 1977 nagrada Zlata ptica za prevod Célinovega romana Potovanje na konec noči;
- 1981 Sovretova nagrada za prevod vseh petih knjig Rabelaisevega Gargantue in Pantagruela;
- 1982 nagrada Prešernovega sklada za prevod Rabelaisevega Gargantue in Pantagruela;
- 1997 naziv »viteza Reda umetnosti in književnosti« (Chevalier dans l’Ordre des Arts et des Lettres; odlikovanje francoskega Ministrstva za kulturo).
- 2024 Jermanova nagrada

## Ocene, omembe
- Bojan Štih: »Veliko dejanje. Ob Madžarevičevem prevodu Rabelaisovega Gargantue in Pantagruela.« Naši razgledi, 15. januar 1982.
- Jaroslav Skrušny: »Bogovi, velikani, ljudje. Gargantua in Pantagruel v prevodu Branka Madžareviča.« Svet v knjigah, Dnevnik, 24. april 1982 (str. 7).
- Janko Moder: Slovenski leksikon novejšega prevajanja. Založba Lipa Koper 1985 (str. 177). (COBISS)
- Miha Pintarič: »Vers la conquête de notre langue - Rabelais en Slovénie.« Revija L'atelier du roman, dosje “Rabelais”, št. 5 (str. 65-66). Pariz 1995. (COBISS)
- Jože Pogačnik, et al.: Slovenska književnost III, DZS 2001 (str. 582, 588-589).  (COBISS)
- Drago Bajt: Vsevednik. Tehniška založba Slovenije 2001. (COBISS)
- Slovenski veliki leksikon I-III, Mladinska knjiga 2003–2005 (I., str. 557, 602, 610; II., str. 510-511; III., str. 157). (COBISS)
- Andrej Koritnik: »Na ramenih velikanov Gargantue in Pantagruela vidimo nazaj in naprej«. Delo, Književni listi, 22. december 2004 (str. 14). (COBISS)
- Majda Stanovnik: Slovenski literarni prevod: 1550–2000. Zbirka Studia litteraria, založba ZRC 2005 (str. 111, 118-119, 285). (COBISS)
- Gregor Perko: »Madžarevičev nori ples besed : potovanje k Célinu.« DSKP, 2006 (str. 152-166).  (COBISS)
- Tone Smolej, Majda Stanovnik: Anton Ocvirk. Zbirka Znameniti Slovenci, založba Nova revija 2007 (str. 40, 41, 164, 201). (COBISS)
- Aleš Berger: Omara v kleti.  Mladinska knjiga, 2011. (COBISS)